# Karl Eschenburg (Fotograf)
Karl Eschenburg, eigentlich: Carl Eschenburg (* 20. Mai 1900 in Rostock als Carl Polz; † 5. November 1947 in Rostock-Warnemünde) war ein deutscher Schiffbauingenieur und autodidaktischer Berufsfotograf.

## Biografie
Karl Eschenburg war vorehelicher Sohn des Schiffszimmermanns August (Alfred Heinrich) Eschenburg und dessen späterer Ehefrau Frieda, geb. Polz.
Eschenburg begann am 9. Juli 1915 eine für vier Jahre ausgelegte Ausbildung zum Schiffbauer auf der Neptun Werft, die er bereits nach drei Jahren erfolgreich beendete. Er meldete sich 1918 freiwillig zum Dienst in der Marine und wurde im Seeflugzeug-Versuchskommando Warnemünde (SVK) eingesetzt. Hier machte er erstmals die Bekanntschaft mit der zu dieser Zeit neuen Technik der Luftbildaufnahmen. Nach dem Ende des Ersten Weltkriegs und der Auflösung der militärischen Fliegereinrichtungen begann die Zeit der zivilen Luftfahrt in Warnemünde. Karl Eschenburg fand eine Anstellung bei der Deutschen Luft-Reederei, deren Warnemünder Büro er betreute und wo er Verbindung zu Flugplätzen in Berlin, Dortmund und auf Rügen hielt.

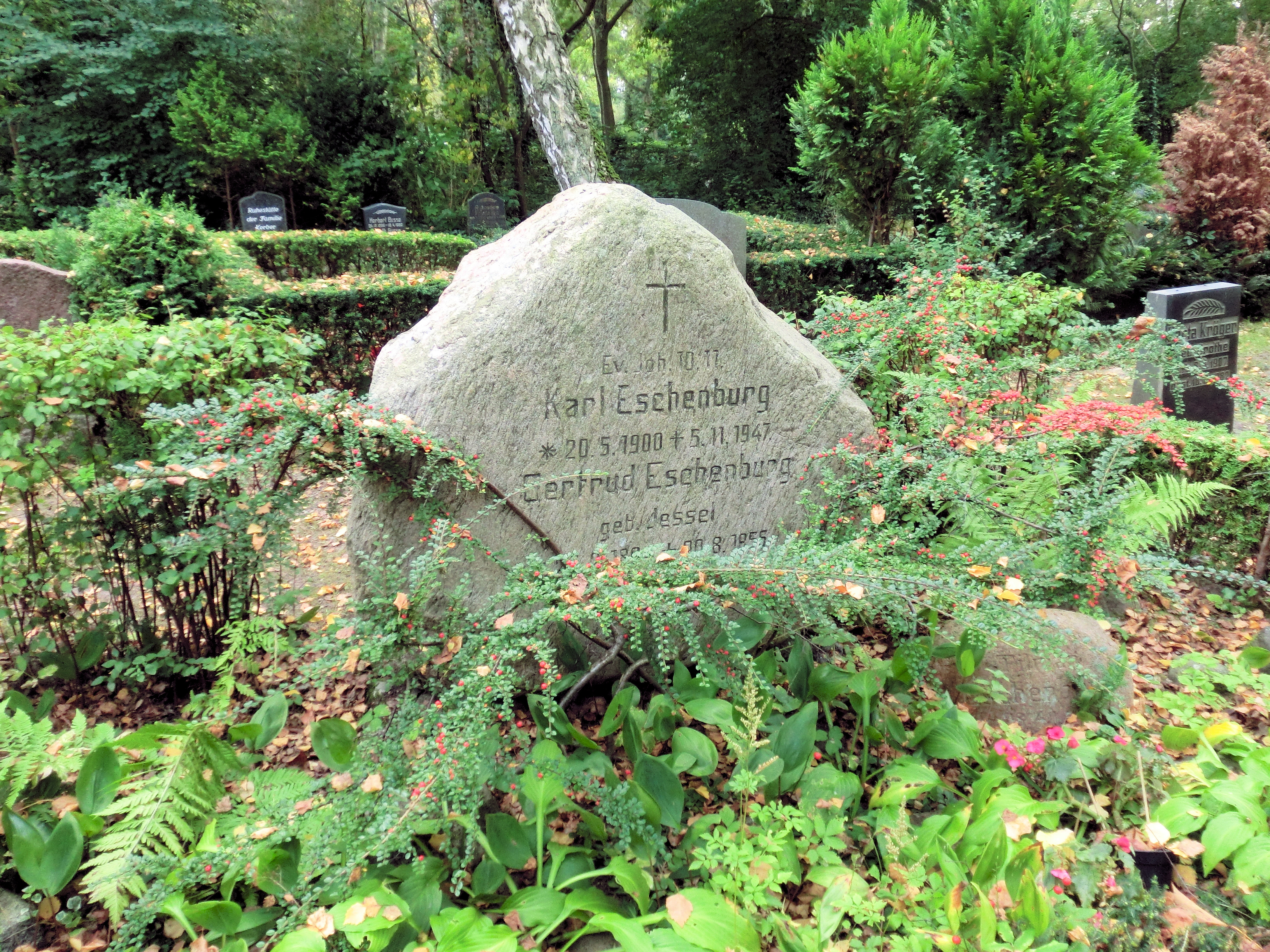
Grab Karl Eschenburgs auf dem Neuen Friedhof in Warnemünde

1922 begann Eschenburg mit einem einmaligen Stipendium der Hansestadt Rostock von 200 Mark ein Schiffbaustudium in Hamburg. Nach dem Abschluss 1925 wurde er Schiffbauingenieur bei den Arado-Flugzeugwerken in Warnemünde. Im selben Jahr heiratete er die Warnemünder Lehrerin Gertrud Jessel. Von seinem Arbeitgeber bekam er zur Hochzeit einen Gutschein für eine fotografische Ausrüstung geschenkt, und dies begründete seinen Weg zum anerkannten Fotografen.
Die 1929 einsetzende Weltwirtschaftskrise zog auch seinen Arbeitgeber in Mitleidenschaft, so dass es Eschenburg leichtfiel, diese neue Leidenschaft zum Beruf zu machen. Er arbeitete als selbständiger Fotograf unter anderem für die Rostocker Illustrierte und den Hinstorff Verlag. Seine Arbeiten erregten schon auf der ersten Werkschau 1934 in Schwerin Aufmerksamkeit und begeisterten die Kritiker, lukrative Aufträge folgten. Diese ermöglichten es ihm, mit dem Automobil – anfangs einem Hanomag 2/10 PS – auch die weitere Umgebung zu dokumentieren.
Dem Autodidakten Eschenburg gelang es, seine Heimat Mecklenburg, besonders aber Rostock und Warnemünde, mit gekonnter Objektivität, aber auch mit einem liebevollen Zug für die Nachwelt festzuhalten. Immer war er auf der Suche nach dem besonderen, etwas anderen Motiv, wenn es auch in der Zeit der Plattenkameras und schwerer Holzstative teilweise schwierig war, dies zu realisieren. Eschenburg wurde 1939 zur Marine einberufen und kehrte mit einer unheilbaren Krankheit aus dem Krieg zurück. Er konnte seine Arbeit nicht wieder aufnehmen und starb 1947 im Alter von 47 Jahren.
Sein großes Fotoarchiv bot schon Material für einige erfolgreiche, durch seinen Sohn Wolfhard Eschenburg herausgegebene Bildbände und Ausstellungen. Seit 2006 befindet sich das Fotoarchiv im Eigentum der Universität Rostock.
Von seinen Söhnen wurde Hartwig Eschenburg als Kirchenmusiker bekannt.

## Publikationen
- Warnemünde in alten Ansichten. Hinstorff Verlag, Rostock 2000, ISBN 3-356-00874-9.
- Das alte Mecklenburg. Hinstorff Verlag, Rostock 2001, ISBN 3-356-00900-1.
- Menschen in Mecklenburg. Hinstorff Verlag, Rostock 2002, ISBN 3-356-00956-7.
- Die Griese Gegend. Hinstorff Verlag, Rostock 2003, ISBN 3-356-00998-2.
- Das alte Rostock. Hinstorff Verlag, Rostock 2004, ISBN 3-356-01017-4.
- Einzug der Technik. Hinstorff Verlag, Rostock 2005, ISBN 3-356-01090-5.